# Norra Strö hembygdsförening
Norra Strö hembygdsförening är en hembygdsförening i Kristianstads kommun som bildades 1980 och har som syfte att främja Norra Strö sockens kulturhistoriska värde och utveckla dess gemenskap.
Förutom regelbundna sammankomster för föreningens medlemmar, upptar verksamheten också offentliga arrangemang såsom utställningar, konserter, föredrag och studiecirklar. Hembygdsgården, som inhyses i Övarps gamla småskola, rymmer bland annat en möteslokal, utställningssalar och ett arkiv.